# Konflikt Galileusza z Kościołem katolickim

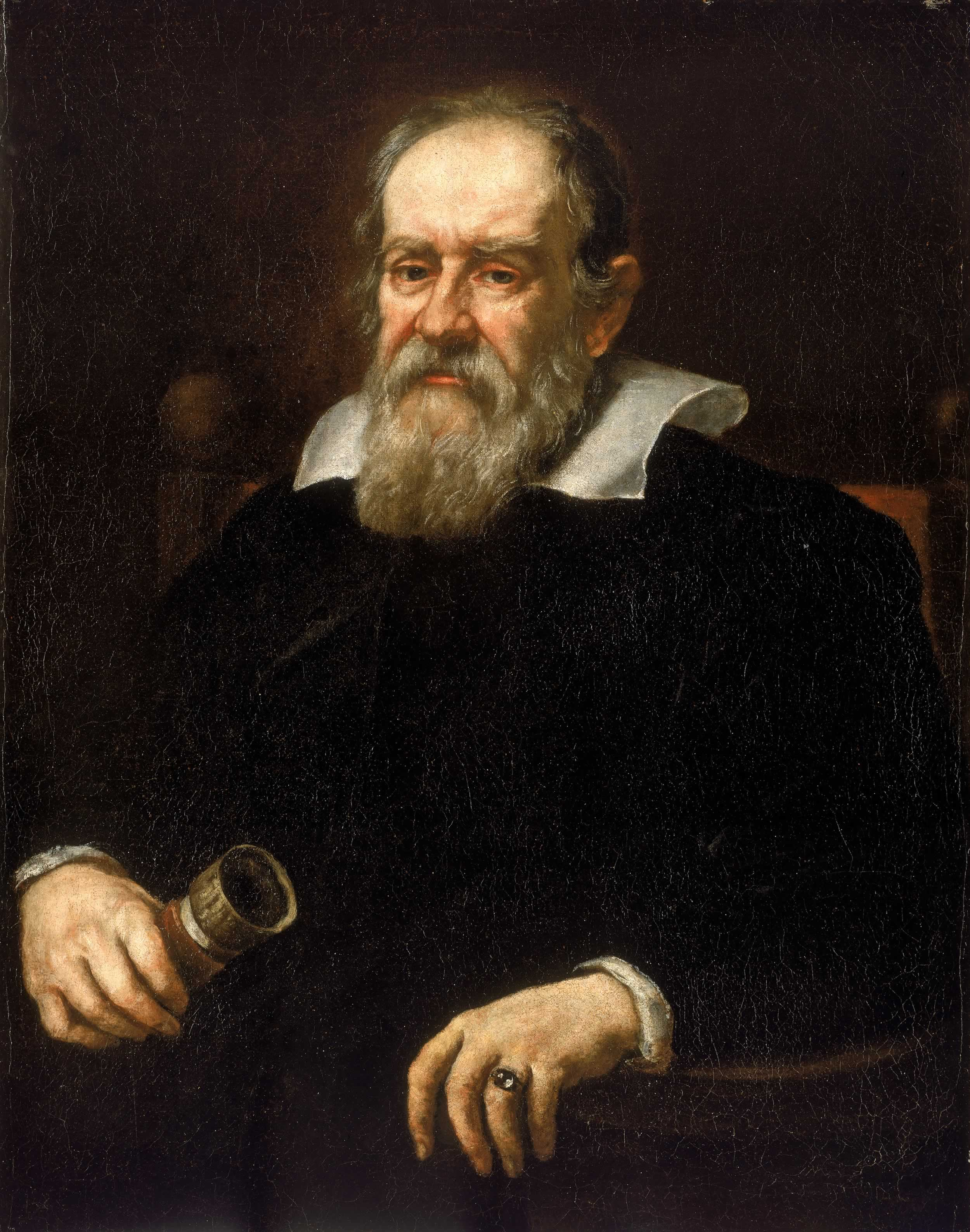
Justus Sustermans – Portret Galileusza

Konflikt Galileusza z Kościołem katolickim – określenie sekwencji zdarzeń, rozpoczętej wydaniem przez inkwizycję decyzji w sprawie teorii heliocentrycznej w lutym 1616 r., a zakończona procesem Galileusza i skazaniem go za herezje w rozumieniu natury dyscyplinarnej, czyli złamanie zakazu, a nie teologicznej lub doktrynalnej.

## Stosunki z Kościołem przed procesem
Na początku 1610 roku Galileusz opublikował dzieło Sidereus Nuncius, w którym opisał swoje odkrycia: dostrzegł góry na Księżycu oraz odkrył (co przeczy teorii geocentrycznej, a potwierdza heliocentryczną) fazy Wenus i księżyce Jowisza. Informacja ta dotarła do zakonu jezuitów, 10 grudnia 1610 roku jeden z największych matematyków tamtej epoki, jezuita Christopher Clavius napisał do Galileusza, że jezuiccy obserwatorzy nieba potwierdzili jego odkrycia, dlatego zaczął go namawiać do odwiedzenia Rzymu. Galileusz zgodził się i w marcu 1611 roku przyjechał do Rzymu, gdzie został przyjęty z honorami. Papież Paweł V udzielił mu długiej audiencji oraz przyjął w poczet członków prestiżowej Akademii Linceańskiej.
Galileusz w 1612 roku opublikował Traktat o unoszących się ciałach, a w 1613 roku wydał List o plamach na Słońcu. Pomimo stosowania w swoich dziełach dużej dozy sarkazmu w stosunku do zwolenników Arystotelesa, Galileusz cieszył się pełnym poparciem kardynała Maffeo Barberiniego, późniejszego papieża Urbana VIII.
Jeden z uczniów Galileusza, książę Kosma II Medyceusz, zapewnił mu lukratywne stanowisko na swoim dworze. Jednakże matka księcia Krystyna uważała teorię kopernikańską za heretycką. Galileusz napisał niedługo potem list do zaprzyjaźnionego księdza, w którym twierdził, że fragment Biblii, gdzie mowa jest o wschodzeniu i zachodzeniu słońca, należy uznać za metaforę. List dotarł do Christiny. Tydzień później dominikanin Tommaso Caccini wygłosił kazanie przeciwko Galileuszowi, w którym stwierdzał, że poglądy Galileusza przeczą przypowieści o Jozuem, który w dolinie Ajalon kazał zatrzymać się słońcu. Był to pierwszy przypadek, gdy stwierdzono, że teoria Kopernika jest heretycka.

### Pierwsze działania Inkwizycji i późniejsze stosunki z Kościołem
Na Galileusza zostały złożone skargi do Świętej Inkwizycji, w której ojcowie Caccini i Niccolò Lorini zarzucili Galileuszowi dobrowolną interpretację Pisma. Inkwizycja Rzymska odrzuciła zarzuty w lutym 1615 roku. Pomimo to kardynał Maffeo Barberini, przyszły papież Urban VIII, zalecił Galileuszowi większą rozwagę w niewykraczaniu poza argumenty, którymi posługiwali się Ptolomeusz i Kopernik, oraz aby nie wykraczał poza fizykę i matematykę, ponieważ tłumaczenie Pisma jest zastrzeżone dla teologów. Kardynał napisał, że teoria kopernikańska może być prawdziwa, lecz dopóki nie zostanie udowodniona, nie może być używana do interpretacji Pisma. To stanowisko godziło w obie strony sporu o Galileusza.
W grudniu 1615 roku Galileusz ponownie przyjechał do Rzymu, pomimo rad przyjaciół, którzy to odradzali. Powodem były obawy, że Galileusz zaogniałby sytuację, co się faktycznie stało. Wszędzie gdzie uczony się pojawiał, głosił, że teoria Kopernika jest prawdziwa, co wielu ludzi oburzało. Dlatego papież Paweł V zadecydował, że sprawę Galileusza i heliocentryzmu powinna zbadać inkwizycja. Tej decyzji sprzeciwił się przyszły papież Urban VIII.

## Konflikt z Kościołem katolickim

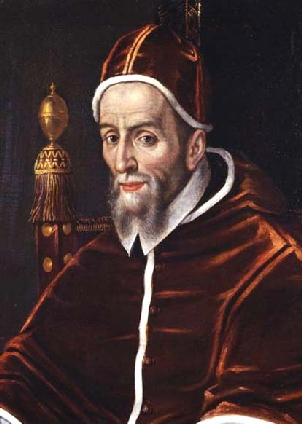
Papież Urban VII

24 lutego 1616 Święte Oficjum zleciło kwalifikatorom wydanie opinii o dwóch tezach.

Pierwsza teza: Słońce stanowi centrum świata i jest całkowicie nieruchome pod względem ruchów lokalnych.
Cenzura: Teza ta została jednogłośnie uznana za bezsensowną i absurdalną z punktu widzenia filozoficznego i formalnie heretycką (…).
Druga teza: Ziemia nie stanowi centrum świata, ani nie jest nieruchoma, lecz obraca się zarówno wokół samej siebie, jak i ruchem dobowym.
Cenzura: Jednogłośnie stwierdzono, że teza ta podlega tej samej cenzurze filozoficznej, z punktu zaś widzenia teologii, jest co najmniej błędem w wierze.

Jednak ostatecznie Kościół zrezygnował z nazywania teorii heliocentrycznej „heretycką”.

Wedle wszelkich racjonalnych kryteriów teoria heliocentryczna z pewnością nie była heretycka i Inkwizycja usunęła to słowo ze swojego dekretu przeciwko Galileuszowi, zanim go opublikowała

W 1624 roku papież Urban VIII stwierdził również „że Kościół nigdy nie uznał dzieł Kopernika za heretyckie i tego nie uczyni”.
25 lutego 1616 główny inkwizytor wydał oświadczenie:

…Jego Świątobliwość nakazał Panu kardynałowi Bellarmino wezwać rzeczonego Galileo do siebie i upomnieć go, aby porzucił rzeczoną opinię; w przypadku odmowy posłuszeństwa, Komisarz ma mu nakazać, w obecności notariusza i świadków, aby powstrzymał się całkowicie od nauczania lub obrony tej opinii i doktryny, a nawet od dyskutowania jej; jeżeli nie zgodzi się on na to, należy go uwięzić.

Jednakże nie zakazano nauczać Galileuszowi heliocentryzmu jako teorii:

Papież Paweł V polecił kardynałowi Bellarminowi poinformować Galileusza o potępieniu przez Inkwizycję teorii Kopernika i przekazać mu, że nie może już dłużej jej „podtrzymywać” ani „bronić”, czyli podtrzymywać i bronić jej jako z pewnością prawdziwej. Tylko gdyby przeciwstawił się dekretowi i nie oświadczył, że teorię kopernikańską uważa za hipotezę, podlegałby zakazowi jej nauczania. Kardynał Bellarmin zawsze był zwolennikiem nauczania jej jako teorii właśnie, wiedział bowiem, że może okazać się, iż jest słuszna

Później kardynał Bellarmin (ten sam, który również sformułował zarzuty oskarżenia oraz nadzorował proces i egzekucję Giordana Bruno) w złożonym oświadczeniu zaprzeczył pogłoskom, że Galileusz wyparł się przy nim swoich poglądów, oraz że została na niego nałożona pokuta. Powiedział mu tylko, że nie może przedstawiać teorii heliocentrycznej jako faktu.

### Dzieło Kopernika i Indeks Ksiąg Zakazanych

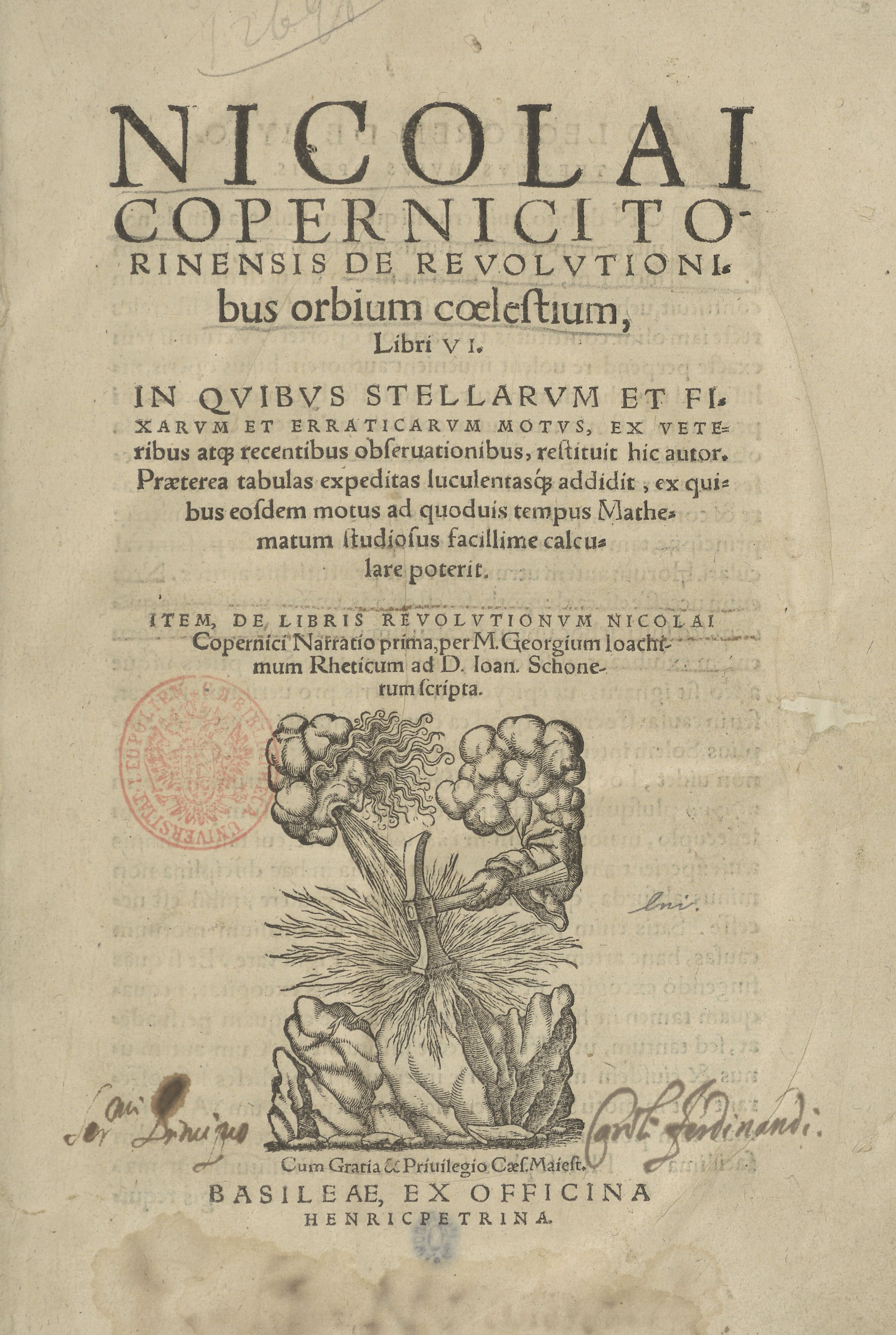
De revolutionibus orbium coelestium (pol. O obrotach sfer niebieskich) – dzieło Mikołaja Kopernika

Kongregacja Indeksu Ksiąg Zakazanych podzielała opinię kardynała Bellarminowi, że teoria heliocentryczna może okazać się prawdziwa. Dlatego nie zakazała dzieła Kopernika, tylko nakazała wstrzymać jego funkcjonowanie, dopóki nie umieści się wstępu informującego, że teoria heliocentryczna nie jest udowodnionym faktem, a jedynie hipotezą.

### Rzekome zakazanie nauczania heliocentryzmu.
W aktach Galileusza znalazł się niepodpisany dokument, który bezwarunkowo zakazuje nauczania heliocentryzmu. Miało to być zabezpieczenie na wypadek gdyby Galileusz nie podporządkował się inkwizycji, aby nauczał heliocentryzmu jako teorii, o którym mówił kardynał Bellarmin. Dokument ten z 26 lutego 1616 stwierdzał:

…rzeczony Galileo, wezwany i będący przed obliczem Pana Kardynała, został, w obecności Jego Przewielebności Michelangelo Seghizzi (…), przez rzeczonego Kardynała ostrzeżony, że wymieniona wyżej opinia jest błędna i upomniany, aby ją porzucił; natychmiast potem, w obecności mojej i świadków, podczas gdy Pan Kardynał był wciąż obecny, rzeczonemu Galileo nakazał i zobowiązał go rzeczony Komisarz, w imieniu Jego Świątobliwości Papieża i całej Kongregacji Urzędu Świętego, aby całkowicie wyrzekł się rzeczonej opinii, że Słońce jest środkiem świata i jest nieruchome, i że Ziemia porusza się; ani nadal jej nie wyznawał, nauczał, albo bronił w jakikolwiek sposób, ustnie albo na piśmie; w przeciwnym wypadku postępowanie będzie wszczęte przeciwko niemu przez Urząd Święty; z którym to nakazem rzeczony Galileo zgodził się i przyrzekł mu być posłusznym.

Dokument budzi jednak olbrzymie wątpliwości i od jego odnalezienia rozpoczęły się zażarte polemiki. Galileusz stwierdził, że nie przypomina sobie żeby dostał taki zakaz, stoi on też w sprzeczności z zaleceniami Inkwizycji dla Galileusza oraz z oświadczeniem kardynała Bellarmina. Wczesna data 26 lutego też budzi ogromne wątpliwości, gdyż 23 postanowiono, a zrealizowano 25 lutego decyzję, aby udzielić Galileuszowi ostrzeżenia oraz zagrozić, że zabroni się mu nauczania teorii Kopernika, jeśli nie zgodzi się przedstawiać jej jako teorii. Dokument nie posiada żadnego wewnętrznego świadectwa, aby Galileusz okazał nieposłuszeństwo, dlatego jest prawdopodobnie fałszywy. Niektórzy podejrzewają, że jakiś inkwizytor niechętny Galileuszowi umieścił go w aktach na własną rękę i bez upoważnienia. Również komisja inkwizycyjna, która przeprowadzała drugi proces Galileusza, nie mogła znaleźć dowodu potwierdzającego, że ten dokument jest autentyczny, dlatego zrezygnowano z procesu o złamanie zakazu nauczania.

## Prace i stosunki z Kościołem po pierwszym procesie
W 1623 Galileusz wydał swoje dzieło „Waga probierza”, którą zadedykował swojemu przyjacielowi, papieżowi Urbanowi VIII. Praca ta nie rozwijała myśli kopernikańskiej, tylko głosiła teorię atomową. Pomimo to ostro atakował arystotelików.
Urban VIII przyjmował Galileusza z wielkimi honorami i stwierdził, że Kościół nigdy nie potępi teorii Kopernika. Galileusz postanowił więc rozpocząć pracę nad „Dialogiem o dwóch najważniejszych systemach świata”, który miał potwierdzić teorię heliocentryczną. Galileusz wyjechał do Rzymu w 1630 aby zorganizować jej wydanie, pomagał mu w tym mistrz pałacu apostolskiego, dominikanin ojciec Riccardi. Galileusz przekazał też swoją książkę inkwizytorowi, aby ten dał jej imprimatur, czyli zgodę na druk i aprobatę jej wydania. Książka dostała ją, gdyż dominikanin Riccardi przekonał inkwizytora, że Galileusz nie przedstawia w książce teorii heliocentrycznej jako prawdy absolutnej. W lutym 1632 roku Galileusz opublikował Dialog o dwóch najważniejszych systemach świata: ptolemeuszowym i kopernikowym. Była to ujęta w formie rozmowy rozprawa popularnonaukowa. Podzielona została na 4 rozdziały, odpowiadające czterem dniom dysputy, z których każdy był poświęcony innemu tematowi. W pierwszym dniu omówione zostały zjawiska ziemskie i niebieskie, w drugim – dzienny obrót Ziemi, w trzecim – roczny ruch Ziemi dookoła Słońca, w czwartym – teoria przypływów. Wywody trzech pierwszych rozdziałów były trafne, natomiast teoria przypływów okazała się błędna. Galileusz próbował wyjaśnić to zjawisko jako wynik ruchów Ziemi, zarówno obrotowego, jak i obiegowego wokół Słońca.

## Drugi proces

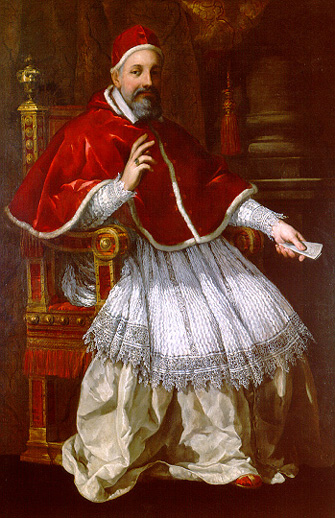
Papież Urban VIII

Pomimo zapewnień ojca Riccardia okazało się, że książka Galileusza uczy teorii Kopernika jako faktu, na domiar złego do ust jednej z postaci o imieniu Simplicio – co można rozumieć jako „matołek” – włożył słowa papieża Urbana VIII, co było jawną obrazą papieża. Papież wpadł z tego powodu we wściekłość, dlatego 16 czerwca 1633 roku papież Urban VIII wydał instrukcję dla Kongregacji Urzędu Świętego o następującej treści:

Sanctissimus rozporządził, że rzeczony Galileo ma być przesłuchany co do jego intencji, nawet z groźbą tortur, a jeśli ją podtrzyma, ma wyprzeć się podejrzewanej u niego herezji na plenarnym zgromadzeniu Kongregacji Urzędu Świętego, potem ma być skazany na uwięzienie według upodobania Świętej Kongregacji i należy mu rozkazać, aby nie rozprawiał nadal, w jakikolwiek sposób, ani w słowach, ani w piśmie, o ruchomości Ziemi i stabilności Słońca, w przeciwnym wypadku narazi się na kary za recydywę. Książka zatytułowana Dialogo di Galileo Galilei Linceo ma być zakazana.

Inkwizycja początkowo zastanawiała się, czy nie oskarżyć Galileusza o złamanie zakazu nauczania, gdyż odnaleziono dokument z 1616 roku, który wskazywał, że taki zakaz nałożono. Ostatecznie uznano, że dokument jest niewiarygodny, dlatego Galileusza oskarżono o złamanie nakazu nauczania heliocentryzmu jako faktu.
Galileusz został wezwany do Rzymu, by stanąć przed sądem, w skład którego wchodzili naukowcy zajmujący się tą samą dziedziną nauki co Galileusz. On sam zamieszkał na koszt Stolicy Apostolskiej w pięciopokojowym mieszkaniu z widokiem na ogrody watykańskie oraz osobą posługującą. W trakcie czterodniowego przesłuchania przedstawił tylko jeden dowód, który miał potwierdzić teorię głoszącą, że to Ziemia krąży wokół Słońca. Był to argument o przypływach i odpływach, który został przez jego sędziów uznany za niewiarygodny. Poza tym argumentem nie potrafił podać żadnego innego (kolejne dowody eksperymentalne pojawiały się później, w miarę doskonalenia technik obserwacyjnych).
16 czerwca 1633 uznano, że Galileusz jest wysoko podejrzany o herezje – w rozumieniu natury dyscyplinarnej, czyli złamanie zakazu, a nie teologicznej lub doktrynalnej – gdyż nauczał heliocentryzmu jako faktu i zaprzeczał Pismu. Zgodnie z wcześniejszą groźbą Urbana VIII za czasów, w których był jeszcze kardynałem, Galileuszowi zakazano nauczania o heliocentryzmie. 22 czerwca 1633 roku Galileusz ubrany w białą koszulę (zwyczajowy strój ukaranych heretyków) został doprowadzony do sali dominikańskiego klasztoru Santa Maria Sopra Minerva. Klęcząc w obecności dziesięciu sędziów, wysłuchał wyroku. Trybunał Rzymskiej Inkwizycji stosunkiem głosów 7 do 3, który początkowo skazał 69-letniego wówczas uczonego na dożywotni areszt domowy, jednak ostatecznie wyrok złagodzono do 3 lat więzienia, który spędził najpierw w willi Medyceuszów w Pincio, następnie przeniósł się jako gość do pałacu arcybiskupiego w Siennie, by ostatecznie zamieszkać w willi Arcetri „Il gioiello” („Perła”). W czasie pobytu w niej był odwiedzany zarówno przez naukowców, jak i przez dostojników kościelnych, z którymi prowadził dysputy. Ostatecznie zakaz opuszczania willi został mu uchylony. Drugą częścią kary Galileusza było cotygodniowe odmawianie siedmiu psalmów pokutnych przez trzy lata, co czynił nadal po jej zakończeniu z własnej woli. Jednak do końca życia Galileusz pozostawał pod nadzorem Inkwizycji, a miejsce zamieszkania mógł zmieniać jedynie za jej zgodą. Uczony w czasie procesu wyrecytował formułę odwołującą i przeklinającą swoje „błędy”, określającą je jako „obrzydliwe”, unikając surowszej kary; wydrukowany już nakład Dialogu Inkwizycja nakazała spalić, a samo dzieło zostało przez Kościół wpisane na indeks ksiąg zakazanych (zdjęte z indeksu zostało w 1835 roku). Warto podkreślić, że Kościół skazał Galileusza za nieposłuszeństwo, a nie za herezje, sama zaś teoria Kopernika również nie została uznana za heretycką.
Przez cały okres od wyroku do naturalnej śmierci (9 lat po nim) Galileusz kontynuował również pracę naukową, odkrył librację Księżyca. W 1637 stracił wzrok. W 1638 ukazały się słynne Discorsi e dimostrazioni matematiche in torno a due nuove scienze (Rozmowy i dowodzenia matematyczne z zakresu dwóch nowych umiejętności) – najważniejsze dzieło Galileusza, obejmujące jego odkrycia w mechanice. Galileusz zmarł 8 stycznia 1642 roku w Arcetri (obecnie część Florencji), w wieku 77 lat.
W 1757 roku londyński dziennikarz Giuseppe Baretti przypisał Galileuszowi słowa eppur si muove („a jednak się kręci”).
Kościół rzymskokatolicki w 1992 roku, po 359 latach, a w 350 rocznicę śmierci uczonego, oficjalnie zrehabilitował Galileusza. Papież Jan Paweł II powołał specjalną komisję. 31 października 2003 r. przedstawiono wyniki prac komisji. Jan Paweł II powiedział w tym dniu podczas sesji plenarnej Papieskiej Akademii Nauk z udziałem korpusu dyplomatycznego akredytowanego przy Stolicy Apostolskiej:

Galileusz, człowiek głęboko wierzący, okazał więcej przenikliwości w tej kwestii (interpretacji Pisma) od swych teologów-adwersarzy. Większość teologów nie wyczuwała formalnej różnicy między Pismem Świętym a jego interpretacją, co doprowadziło ich do niewłaściwego przeniesienia w obszar doktryny wiary kwestii należącej de facto do badań naukowych. Ich błąd tkwił w wyobrażeniu, iż nasza znajomość struktury świata fizycznego była w pewien sposób narzucona przez dosłowny sens Pisma Świętego.

## Konflikt z punktu widzenia filozofii nauki

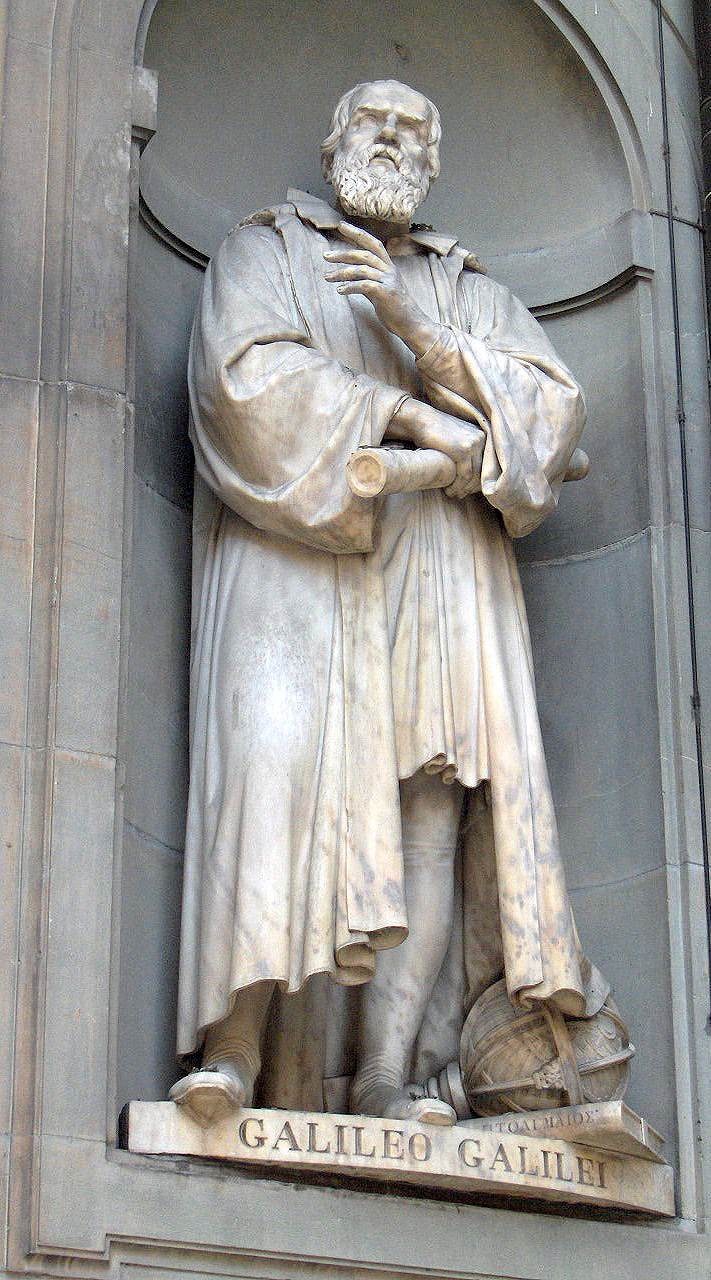
Statua Galileusza (Galeria Uffizi we Florencji)

Filozof nauki Paul Feyerabend w książce Przeciw metodzie twierdzi: „Kościół w czasach Galileusza nie tylko stosował się do wskazań rozumu, tak jak określano go wówczas i częściowo nawet obecnie, ale brał także pod uwagę etyczne oraz społeczne konsekwencje poglądów Galileusza. Oskarżenie wniesione przezeń przeciwko Galileuszowi było racjonalne i tylko oportunizm oraz brak spojrzenia z perspektywy czasowej mogą powodować żądanie rewizji wyroku”.
Heliocentryzm nie był wówczas jeszcze teorią powszechnie uznawaną, pomimo faktu, że „większość astronomów stanęła w zasadzie po stronie Galileusza”. Obserwowane ruchy księżyców Jowisza potwierdzały przewidywania praw Keplera, których zastosowanie do opisu ruchów planet usuwało niedoskonałości pierwotnej, kopernikańskiej wersji heliocentryzmu opartego na orbitach kołowych i epicyklach. W takiej postaci system Kopernika „pozwalał na znacznie prostsze wyjaśnienie istniejących danych obserwacyjnych”. Naukowcy poszukiwali jednak potwierdzenia ruchu Ziemi poprzez zmierzenie paralaktycznych przesunięć gwiazd w cyklu rocznym.
Tycho Brahe, usiłując pogodzić wnioski płynące z odkrytych przez Galileusza faz Wenus (co dowodziło, iż okrąża ona Słońce) oraz faktu niezdolności ówczesnej nauki do zaobserwowania rocznych przesunięć kątowych „gwiazd stałych” (co sugerowało brak ruchu orbitalnego Ziemi), zaproponował alternatywny wobec geocentryzmu i heliocentryzmu model budowy Układu Słonecznego. Według tej koncepcji Ziemia miała być centralnym ciałem wirującym wokół własnej osi. Wokół niej miał krążyć Księżyc i Słońce, zaś wokół Słońca miały krążyć planety: Merkury, Wenus, Mars, Jowisz i Saturn.
Feyerabend podsumowuje: „Proces Galileusza był jednym z wielu procesów sądowych. Nie wyróżniał się żadnymi szczególnymi właściwościami, być może z wyjątkiem tego, że Galileusza potraktowano dość łagodnie, pomimo kłamstw i prób oszustwa z jego strony”.

## Konsekwencje konfliktu
Nawet gdyby uznać drugi proces za zawiniony przez Galileusza, to pierwsze potępienie jego twierdzeń w 1616 roku było z punktu widzenia Kościoła katolickiego decyzją błędną. Powstawało wrażenie, że Kościół nie pochwala uczestnictwa w badaniach prowadzonych w dziedzinie nauk przyrodniczych, że spogląda z niedowierzaniem na rezultaty tych badań, a zatem – tak można było z przesadą twierdzić – staje on na drodze postępu. Włoskie akademie rozwiązywały się pod wrażeniem sprawy Galileusza, a nowe towarzystwa naukowe tworzyły się w Paryżu i Londynie, a zatem daleko od Rzymu – i to nie tylko w znaczeniu przestrzeni. W wyniku powolnego oddalania się Kościoła katolickiego od nauk przyrodniczych ucierpiał także kościelny system edukacji, szeroko rozwinięty po Soborze Trydenckim.
Również w łonie Kościoła katolickiego (wśród duchownych czy teologów) do czasów współczesnych pojawiają się opinie, iż następstwa potępienia Galileusza były wręcz zgubne i długo odczuwane, a nawet do dzisiaj nie całkiem przezwyciężone. Potępienie nie mogło uratować starego obrazu świata ani powstrzymać rozwoju nauki. Miało jednak negatywne skutki dla dalszego rozwoju teologii. Nie tylko powstał mit, jakoby Kościół był wrogiem nauki, lecz także uprawiano później teologię wykluczającą owocny dialog z rozwijającymi się naukami przyrodniczymi i z biegiem czasu coraz bardziej uważaną za teologię „obcą światu”.